# Cantref
Cantref (flertal cantrefi) var den administrative inddeling af Wales i middelalderen, særligt inden for walisisk lov.

## Cantrefi
| Deheubarth | Kongeriget Gwent                                  | Kongeriget Gwynedd                                                                                                  | Kongeriget Powys | Morgannwg                                             | Rhwng Gwy a Hafren                            |
| --- | ------------------------------------------------- | --- | --- | ----------------------------------------------------- | --------------------------------------------- |
| - Penweddig - Is Aeron - Uwch Aeron - Cemais - Pebidiog - Rhos - Deugleddyf - Penfro - Gwarthaf - Emlyn - Y Cantref Mawr - Y Cantref Bychan - Eginog | - Ergyng - Ewias - Gwent Is-coed - Gwent Uch-coed | - Arllechwedd - Cemais - Aberffraw - Rhosyr - Arfon - Llŷn - Dunoding - Rhos - Rhufoniog - Dyffryn Clwyd - Tegeingl | - Penllyn - Powys Fadog - Maelor - Swydd y Waun - Ystlyg - Powys Wenwynwyn - Arwystli - Cedewain - Cyfeiliog - Caereinion - Mechain - Mochnant | - Gorfynydd - Gwynllwg - Gŵyr - Penychen - Senghenydd | - Gwrtheyrnion - Elfael - Maelienydd - Buellt |